# Balonmano Zuazo
Balonmano Zuazo (deutsch: Handball Zuazo), kurz: BM Zuazo, ist ein Handballverein aus Barakaldo in Spanien.
Aus Sponsoringgründen tritt der Verein unter dem Namen Zubileta Evolution Zuazo Barakaldo an, zuvor auch als Prosetecnisa Zuazo.

## Geschichte
Ein Vorgängerverein war in den 1980er Jahren aktiv, in dieser Zeit spielten die Frauen des Vereins auch in der höchsten Liga. Im Jahr 1987 stieg der Verein in die Primera División ab. In der Folge wurde der Handballverein nach Bilbao verlagert und war dort unter dem Namen CB Bilbao aktiv.
Der Frauenhandballverein Balonmano Zuazo wurde im Jahr 1990 gegründet. Die Frauen des BM Zuazo schafften im Jahr 2008 erstmals den Aufstieg in die höchste spanische Liga, die División de Honor, stiegen aber nach nur einer Spielzeit wieder ab. Nach der Saison 2009/2010 gelang dann die Qualifikation für die División de Honor Plata, die damalige neue zweite Liga. Nach zwei Jahren in dieser zweiten Liga stieg der Verein nach der Spielzeit 2011/2012 wieder in die erste Liga auf, der man seitdem angehörte. In der Saison 2022/2023 spielten sie unter dem Namen Zubileta Evolution Zuazo Barakaldo. Im Januar 2023 berichtete der Verein über erhebliche finanzielle Probleme. Nach der Saison 2022/2023 stieg das Team in die zweite Liga ab, ein Jahr später wieder in die erste Liga auf. Zuazo Femenino stand nach dem 25. Spieltag der Saison 2024/2025 als direkter Absteiger fest.

## Erfolge
In der Saison 2015/2016 wurde das Team Zweiter in der Copa de la Reina, zum Start der Saison 2016/2017 auch Zweiter in der Supercopa de España.

## Heimspielstätte
Heimspielstätte des Vereins ist seit dem Jahr 2004 die Polideportivo de Lasesarre, zuvor war es die Polideportivo de Gorostiza.

## Spielerinnen
Im Verein spielten Ainhoa Hernández (2012–2021), Maddi Aalla (bis 2021), Mercedes Castellanos (2015–2016), Irene Espínola Pérez (2016–2017), Laura Steinbach (2015–2016), Amaia González de Garibay (2017–2020) und Paula Valdivia.
siehe Handballspielerinen des Balonmano Zuazo

## Männerhandball
Im Ort Barakaldo existiert auch der Club Balonmano Barakaldo, in dem Männerhandball gespielt wird.